# Xã Paris, Quận Union, Ohio
Xã Paris (tiếng Anh: Paris Township) là một xã thuộc quận Union, tiểu bang Ohio, Hoa Kỳ. Năm 2010, dân số của xã này là 23.645 người.